# Hendrik Wilhelm Schummelketel (1765-1849)
Hendrik Wilhelm Schummelketel (Beek, 20 januari 1765 - Gieten, 18 april 1849) was een Nederlandse militair en burgemeester.

## Leven en werk
De gepensioneerde kapitein Schummelketel, zoon van de officier Jan Schummelketel en Johanna Wilhelmina Maria Routert (ook Johanna Wilhelmina Raüten), vestigde zich rond in 1809 vanuit Bentheim in het Drentse Gieten. 
Hij werd in 1811 aangesteld als griffier van de toenmalige gemeenten Gasselte, Gieten en Anloo, waarschijnlijk vanwege zijn beheersing van de Franse taal. In 1814 keerde hij terug in de militaire dienst en vervulde  hij een actieve rol bij de bestrijding van het leger van Napoleon. In 1816 keerde hij als gepensioneerd luitenant-kolonel terug naar Gieten. Na aldaar kerkvoogd te zijn geweest werd hij in 1825 benoemd tot burgemeester van Gieten. Hij zou deze functie tot op hoge leeftijd blijven vervullen. Aanvankelijk werd hij geassisteerd door zijn zoon Hendrik Wilhelm, die burgemeester van Anloo was. Vanaf 1834 kreeg hij hulp van de zoon van zijn voorganger Jan Braams. Deze zoon Hinderikus was in dat jaar raadslid van Gieten geworden en zou in 1835 tot burgemeester van Odoorn worden benoemd. 
Schummelketel was op 6 december 1810 te Gieten getrouwd met  Sophia Lijdia Maria Riccius. Hij was eerder gehuwd geweest met  Alida Goverdina van Hoorn. Zijn zoon uit zijn eerste huwelijk Hendrik Wilhelm was maire, schulte en burgemeester van Anloo. Zijn zoon uit zijn tweede huwelijk Jan werd eveneens burgemeester van Gieten.